# Sergei Radlow
Sergei Ernestowitsch Radlow (geboren 18. Juli 1892 in St. Petersburg, Kaiserreich Russland; gestorben 27. Oktober 1958 in Riga, Lettische SSR) war ein russischer Theaterintendant und Regisseur.

## Leben
Sergei Radlow erhielt zwischen 1913 und 1917 eine Theaterausbildung bei Wsewolod Meyerhold. Er hatte 1920/21 eine eigene Theatergruppe, in der er mit der Bühnenbildnerin Walentina Chodassewitsch (1894–1970) zusammenarbeitete. Er arbeitete an eigenen Stücken und brachte Massenszenen wie in Vorwärts zur Weltkommune (1920) auf die Bühne. Von 1925 bis 1934 inszenierte er Opern in Leningrad, darunter Franz Schrekers Der ferne Klang, Alban Bergs Wozzeck und Sergei Prokofjews Die Liebe zu den drei Orangen. 1927 spielte er im Leningrader Zirkus. Von 1928 bis 1942 führte er ein eigenes Studiotheater, in dem er klassische Dramen von Shakespeare inszenierte, darunter wiederholt Othello, Hamlet und Romeo und Julia, sowie Ibsens Gespenster. Im Staatlichen Jüdischen Theater Moskau arbeitete er zwischen 1930 und 1935 und brachte dort Solomon Michoels als König Lear auf die Bühne.
Radlow schrieb das Libretto für das Ballett Romeo und Julia von Sergei Prokofjew, das 1934 am Leningrader Kirow-Theater nicht uraufgeführt werden konnte, sondern erst 1938 außerhalb der Sowjetunion in Brünn.
Radlow war mit der Schriftstellerin Anna Dmitrijewna Radlowa verheiratet, die auch für ihn für die Bühne arbeitete.
Beide gelangten im Zweiten Weltkrieg aus dem von der Wehrmacht eroberten Nordkaukasus in das Deutsche Reich. Sie wurden nach Kriegsende der Kollaboration mit dem Feind bezichtigt und in ein Straflager deportiert, wo Radlowa 1949 starb. Radlow arbeitete in den 1950er Jahren noch in der Lettischen Sowjetrepublik.